# Marcus Ambivius
Marcus Ambivius (i. e. 2. század – i. e. 1. század) római író
Életéről nagyon keveset tudunk. Sulla korában élt, és a szakácsság, illetve a sütés művészetéről írt kézikönyvet, amely azonban elveszett, és egyetlen töredék sem maradt fenn belőle.